# Phytosciara atrata
Phytosciara atrata är en tvåvingeart som beskrevs av Werner Mohrig 1999. Phytosciara atrata ingår i släktet Phytosciara och familjen sorgmyggor. Inga underarter finns listade i Catalogue of Life.